# Bomet
Bomet est une ville de l'ouest du Kenya, chef-lieu du comté de Bomet. Au recensement de 2009, elle comptait 110 963 habitants.

## Économie
La principale activité locale est l'agriculture. Le thé est cultivé principalement à l'est, près de la forêt Mau. Il est vendu à l'agence kenyane du thé ou à des multinationales implantées dans la région.